# Beechcraft Model 17 Staggerwing
Beechcraft Model 17 Staggerwing là một loại máy bay hai tầng cánh của Hoa Kỳ, bay lần đầu năm 1932.

## Quốc gia sử dụng
Úc
- Không quân Hoàng gia Úc

 Bolivia
- Không quân Bolivia/Fuerza Aérea Boliviana

 Brasil
- NAB – Navegação Aérea Brasileira
- Không quân Brazil/Força Aérea Brasileira
- Hải quân Brazil/Marinha do Brasil

 Đài Loan
- Không quân Cộng hòa Trung Hoa

 Cuba
- Quân đoàn Hàng không Lục quân Cuba

 Ethiopia
- Chính phủ Ethiopia

 Phần Lan
- Không quân Phần Lan/Ilmavoimat

 Honduras
- Không quân Honduras/Fuerza Aérea Hondureña

 Hà Lan
- Không quân Hải quân Hà Lan/Marine Luchtvaart Dienst

 New Zealand
- Không quân Hoàng gia New Zealand

 Perú
- Không quân Peru/Fuerza Aérea del Perú

 Spain
- Không quân Cộng hòa Tây Ban Nha

 Anh Quốc
- Không quân Hoàng gia
- Hải quân Hoàng gia

 Hoa Kỳ
- Quân đoàn Không quân Lục quân Hoa Kỳ
- Không quân Lục quân Hoa Kỳ
- Hải quân Hoa Kỳ
- Tuần tra Hàng không Dân sự

 Uruguay
- Không quân Uruguay/Fuerza Aérea Uruguaya

## Tính năng kỹ chiến thuật (Beech Model D17S)

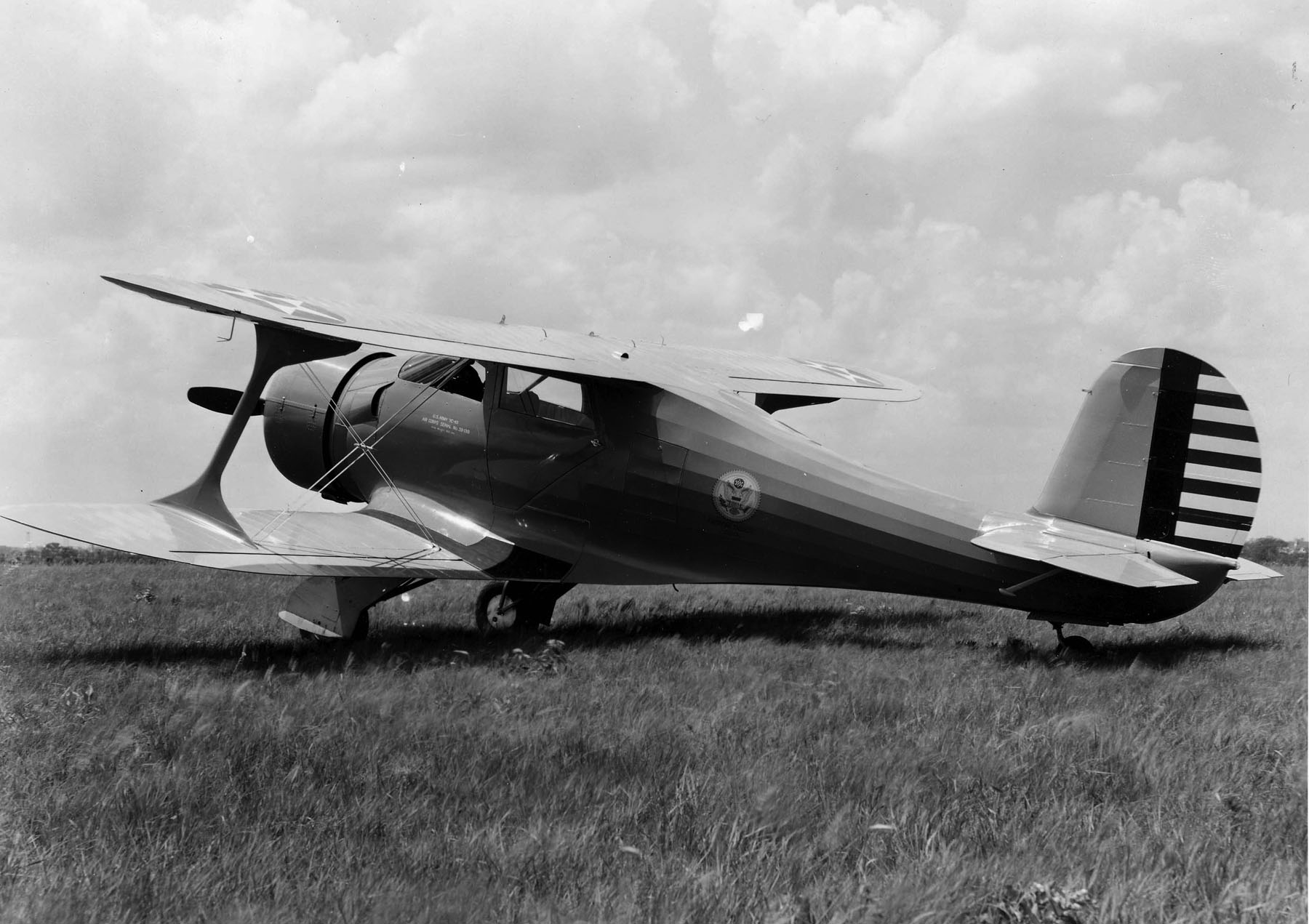
Beechcraft Model 17DS

Dữ liệu lấy từ Jane's Fighting Aircraft of World War II
Đặc điểm tổng quát
- Kíp lái: 1
- Sức chứa: 3 hành khách
- Tải trọng: 125 lb (56.7 kg) hành lý
- Chiều dài: 26 ft 10 in (8.18 m)
- Sải cánh: 32 ft (9.75 m)
- Chiều cao: 8 ft (2.44 m)
- Diện tích cánh: 296.5 ft² (27.55 m²)
- Trọng lượng rỗng: 2,540 lb (1,150 kg)
- Trọng lượng có tải: 4,250 lb (1,930 kg)
- Động cơ: 1 × Pratt & Whitney R-985-AN-1, 450 hp (340 kW) at 2,300 rpm

 Hiệu suất bay 
- Vận tốc cực đại: 212 mph (184 knot, 341 km/h)
- Vận tốc hành trình: 202 mph (176 knot, 325 km/h))
- Tầm bay: 582 nm (670 mi, 1,078 km)
- Trần bay: 25,000 ft (7,600 m)
- Vận tốc lên cao: 1,500 ft/phút (7.6 m/s)
- Tải trên cánh: 14.3 lb/ft² (70.0 kg/m²)
- Công suất/trọng lượng: 9.44 lb/hp (5.68 kg/kW)